# Krumnußbaum
Die Herrschaft Krumnußbaum war eine Grundherrschaft im Viertel ober dem Wienerwald im Erzherzogtum Österreich unter der Enns, dem heutigen Niederösterreich.

## Ausdehnung
Die Herrschaft umfasste zuletzt die Ortsobrigkeit über Krumnußbaum, Golling, Neuda, Neustift, Annastift und Wallenbach. Der Sitz der Verwaltung befand sich in Pöchlarn.

## Geschichte
Letzter Inhaber der Allodialherrschaft war Friedrich Robert Franz Freiherr von Borsch und Borschod (1809–1881), der auch die Herrschaft Pöchlarn innehatte, bis diese im Zuge der Reformen 1848/1849 aufgelöst wurden.